# Teddy Charles
Teddy Charles (Chicopee, 1928. április 13. – Riverhead, 2012. április 16.) amerikai dzsesszzenész: vibrafonos, zongorista.

## Pályakép
Theodore Charles Cohen Chicopee Fallsban (Massachusetts) született. Ütőhangszeresnek tanult a Juilliard School of Musicban.
Fellépett különböző zenekarokkal vibrafonosként, zenedarabokat írt, amellett hangszerelt is. 1951-től nevezte magát Teddy Charlesnak. Egyike volt annak a sok dzsesszzenésznek, akik a 821 Sixth Avenue egyik lakóházban lógtak New Yorkban, és amelyet Jazz Loft néven ismernek. Teddy Charles legfontosabb lemezét az 1950-es években rögzítették.
1948-tól 1951-ig különbözőbig bandekkel dolgozott: Benny Goodman, Chubby Jackson, Artie Shaw és Buddy DeFranco. Később kisebb együttesekben Anita O'Day-jel, Roy Eldridge-vel, Hall Overtonnal, Slim Gaillarddal és Oscar Pettiforddal.
1953-tól saját kvartettjét vezette. 1955-ben és 1956-ban fellépett a Newport Jazz Festivalon.
1956-ban Gil Evans, George Russell, Jimmy Giuffre, Bob Brookmeyer és Mal Waldron munkáit rögzítette.
Nagyjából 1963-ig gyakran szerepelt Jimmy Raney, Addison Farmer, Mal Waldron, Harold Danko, és alkalmanként Pepper Adams, Aretha Franklin és Eric Kloss felvételein.
Az 1950-es évek közepétől Charles elsősorban lemezproducerként dolgozott. Egyik vezetője volt a Prestige Jazz Quartetnek is. 1988-ban felvett egy albumot Live at the Verona Jazz Festival.
Charles vásárolt szkúnernek, amelyet 1973-ban felújított, és azon zenélt. Utolsó éveiben ismét fellépett, miután néhány évet a tengeren töltött. Utolsó felvétele 2011-ben készült. 2012-ben, 84 évesen szívelégtelenségben halt meg.

## Albumok
- Adventures in California (1953)
- New Directions (1954)
- The Teddy Charles Tentet (1956)
- Collaboration West (1956)
- The Teddy Charles Tentet (1229, 1956)
- 3 for Duke (Jubilee, 1957)
- The Prestige Jazz Quartet (1957)
- Word from Bird (1957)
- Evolution (1957)
- Vibe-Rant (1957)
- Coolin' (1959)
- Salute to Hamp (1959)
- Jazz in the Garden at the Museum of Modern Art (1960)
- On Campus: Ivy League Jazz Concert (1960)
- Russia Goes Jazz (1964)
- Live at the Verona Jazz Festival 1988 (1989)
- Dances with Bulls (2008)

### Charles Mingus-szal
- East Coasting (1957)
- Town Hall Concert (1962)
- Nostalgia in Times Square/The Immortal 1959 Sessions (1979)
- Mingus Dynasty (1960)